# Mensjevik
 Der er for få eller ingen kildehenvisninger i denne artikel, hvilket er et problem. Du kan hjælpe ved at angive troværdige kilder til de påstande, som fremføres i artiklen.

Mensjevik  (russisk: меньшевики, tr. mensjeviki; dansk: mindretal) var en fraktion af Ruslands Socialdemokratiske Arbejderparti (RSDAP), der opstod i 1904 efter en tvist i det russiske socialdemokrati mellem Julius Martov og Vladimir Lenin, der førte til, at partiet splittedes i to fraktioner, hvoraf den ene var mensjevikkerne, og den anden var bolsjevikkerne. Splittelsen opstod ved RSDAP's anden kongres, tilsyneladende over mindre spørgsmål fra partiorganisationen. Martovs tilhængere, som var i mindretal i en afgørende afstemning om spørgsmålet om partimedlemsskab, blev kaldt mensjevikker, der stammer fra det russiske ord меньшинство (minoritet), mens Lenins tilhængere var kendt som bolsjevikker fra большинство (flertal). Ingen af siderne havde et stabilt flertal under kongressen. Splittelsen viste sig at være langvarig og handlede både om historiske vurderinger, om for eksempel den mislykkede revolution i 1905 og teoretiske spørgsmål om ledelsen af arbejderklassen, klassealliancer og fortolkninger af historisk materialisme. Mens begge fraktioner anså, at den proletariske revolution var nødvendig, havde mensjevikkerne generelt tendens til at være mere moderate og mere positive over for den liberale opposition og det dominerende bondebaserede socialistrevolutionære parti.

## Eliteparti eller masseparti
Afstemningen handlede om partiets struktur og organisering. Et snævert flertal, fra da af kaldt bolsjevikkerne (af "bol'sjinstvo" eller "majoritet"), fulgte Vladimir Lenins ønske om at omdanne partiet til en elitær organistion med en stram centralistisk stuktur ledet af en lille gruppe dedikerede revolutionære. Mindretallet derimod fulgte Julius Martovs ønsker om skabelse af et demokratisk marxistisk funderet masseparti efter tysk forbillede. Ingen af de to grupper udgjorde nogen konsistent majoritet eller minoritet under afstemningerne på denne kongres; faktisk opnåede Lenin et flertal, væsentligst fordi den jødisk-nationale fraktion (kaldet "Bund", jiddisch og tysk for "forbund") og enkelte andre udvandrede fra kongressen i protest, men fra da af forblev det russiske socialdemokrati delt i væsentligst disse to af hinanden uafhængige grupper.

## Forlig i 1904
På det formelle plan forligedes de to store fraktioner ved det al-russiske socialdemokratiske arbejderparties fjerde kongres i 1904, hvor mensjevikkerne opretholdt et gennemgående flertal i alle afstemninger (omend Martovs definition på et "partimedlem" erstattede af Lenins), men de to store fraktioner fortsatte dog deres arbejde uafhængigt af hinanden. Forskellen var at mensjevikkerne var ubetinget tilhængere af demokrati og samarbejde med andre russiske partier om indførelse af samme i Rusland hvor bolsjevikfraktionen prioriterede radikal samfundsomvæltning over demokrati. Begge grupperinger var dedikerede marxister. Forskellen var at mensjevikkerne var af den opfattelse at Rusland var for underudviklet og tilbagestående til at et ægte socialistisk demokrati kunne opnås med industriarbejderklasse som rygrad og at målet derfor burde være at omstyrte det zariske enevælde og indføre alment demokrati og politisk pluralisme. Lenin, derimod, havde udviklet en teori om at Rusland, netop grundet på sin tilbageståenhed, udgjorde kapitalismens svageste led. En socialistisk magtovertagelse I Rusland, med eller uden klassisk demokratisk flertal som fundament, ville derfor kunne udgøre den faktor der skulle til for at påbegynde de samfundsændringer i socialistisk retning som Marx klassisk så som en mulighed kun for højtudviklede industrilande. Bolsjevikkerne havde opnåede i perioden op til oktober tiltagende støtte hos også andre fraktioner af det russiske socialdemokrati for det synspunkt at Rusland udgjorde det svageste led i kapitalismen der hvis det bragtes til bristepunktet ville kunne fremme den socialistiske revolution i Tyskland, Frankrig og England. Men Lenins ideer om et eliteparti der styredes af en lille gruppe dedikerede revolutionære, ofte betegnet som "arbejderklassens spydspids" var omgæret med stor skepsis i de øvrige dele af partiet. Flere mente at en sådan tankegang var i risiko for kun at føre til et stærkt udemokratisk og despotisk samfund samfund som ville ende med at undertrykke også arbejderklassen selv. 

## Februar og oktober 1917
Begge fraktioner støttede oprettelsen af en provisorisk liberal regering i februar 1917 og både før og efter oktoberrevolutionen i 1917 kæmpede mensjevikkerne vedblivende for oprettelsen af en demokratisk socialistisk stat, med pluralisme, pressefrihed og fri meningsdannelse. I modsætning til bolsjevikkerne, var mensjevikkerne dedikerede demokrater. Den socialistiske samfund var kun en mulighed for højtudviklede industrisamfund, den skulle funderes i en magtovertagelse af et flertal i arbejderklassen og efter en overgang sigte mod et samfund der i en eller anden form byggede på pluralisme og demokratiske principper. Begge fraktioner var dog enige om at Rusland var tilbagestående og endnu ikke modent til socialisme. 
De to fraktioner i det russiske socialdemokrati var endnu engang blevet officielt genforenet på en kongres i 1912. Men i realiteten fortsatte fraktionerne uafhængigt af hinanden. Men efter oktoberrevolutionen i 1917 og under borgerkrigen kæmpede de fleste mensjevikker på den røde side mod de hvide styrker. Men bolsjevikkerne havde da længe fungeret som et selvstændigt parti og formaliserede dette med oprettelsen i 1918 af 'Det russiske kommunistparti (bolsjevikkerne)', i 1922 omdøbt til Sovjetunionens kommunistiske parti, eller bare SUKP. 
Mensjevikpartiet, derimod, blev sammen med alle andre partier forbudt efter nedkæmpelsen af Kronstadt-opstanden i marts 1921. Kommunistpartiet havde fra da af oprettet en ét-parti stat i proletariatets navn og mensjevikkerne stod overfor valget mellem at konvertere til kommunistpartiet, at gå i landflygtighed, eller risikere arrestation, fængsel med mulig henrettelse eller deportionen til arbejdslejre. Adskillige mensjevikker meldte sig af forskellige grunde ind i kommunistpartiet, men de fleste ledende mensjevikker, herunder også venstresocialdemokraten og marxisten Julius Martov valgte landflygtigheden. 

## Ideologiske forskelle mellem bolsjevikkerne og mensjevikkerne
Ventresocialister og maxistisk funderede mensjevikkere var, som professor Vladimir N. Brovkin beskriver det, af den opfattelse at det bolsjevikkerne etablerede ikke havde det mindste at gøre med det Marx og Engels beskrev som "proletariatets diktatur". De henviste typisk til Engels efterskrift til til Marx "Borgerkrigen i Frankrig" hvor han beskriver "proletariatets diktatur" som slet og ret arbejderklassens anvendelse af flertalsdiktatur i en overgangsperiode. Marx beskriver således 'pariserkommunen' som et flertalsdiktatur hvorunder der er "almindelig valgret" og hvor de 'ansvarlige' repræsentater for arbejderklassen var "til enhver tid afsættelige."
Mensjeviklederen Julius Martov var som marxist tilhænger af teorien om behovet for et proletariatets diktatur (flertals diktatur) i den overgangsperiode der skulle bane vejen for et nyt samfund. Det var ikke det der skilte ham fra hans mangeårige ven og samarbejdspartner Vladimir Lenin. Det der skilte var Lenins og senere Trotskijs revision af begrebet i retning af afvisning af demokrati og hvad han og andre marxister så som en omskriving betydningen i retning af antidemokratisk og elitært "mindretals diktatur". Det "bolsjevikkiske regime", understregede marxisten Pavel Borisovich Axelrod i et brev til mensjeviklederen Martov i april 1921, er "ikke et propletariatets diktatur, men et diktatur over proletariatet (og landarbejderne)". "Lenins og hans gruppes opførsel siden den første kongres i London og den splittelse de har påført partiet...(var) symptomatisk for en begyndende jakobinsk tendens og en småborgerlig form for revolutionisme." Axelrod anklagede Lenin for "Bonapatisme" og "demagogi" og sagde at "Lenins indre betydning og sukses” siden dengang, repræsenter en frygtelig "parodi" på "jakobinismen inden for det russiske socialdemokratiske parti. En parodi der grunder sig på ”herostatisme” (hensynsløs forfølgelse af et mål uanset omkostningerne) og den umoralitet der er resultatet af en Übermensch (overmenneske) tænkning", skrev Axelrod videre. 
Martov var fuldkommen enig, hans og de øvrige russiske venstresocialisters udlægning var netop ovenstående hentet fra Marx og Engels selv. Det var 'proletariatets store flertals som i en periode herskede uden at tage hensyn til interesserne hos et lille isoleret borgerligt kapitalistisk mindretal.' Ideen om et enkelt revolutionært partis diktatur på proletariatets vegne. Et diktatur over såvel proletaratet som alle andre partier og strømninger afviste Martov som en ide der ville føre til despoti . Dette i øvrigt helt i lighed med Rosa Luxemburg i hendes kritik af Lenin og Trotskij i 1918 hvor hun bl.a. skrev anklagede dem for at indføre "et diktatur ledet af en håndfuld politikere....et diktatorship i den borgerlige forstand et Jacobinsk styre." Et mindretals diktatur var nemlig i peroden før oktober revolutionen altid i teorietiske marxistisk forstand af forstå som lig med definitionen på et borgerligt diktatur.
Mensjevikkerne afviste bolsjevikkernes påstande om, at de med oktober revolutionen havde skabt et "proletariatets diktatur" i Marx ånd og tanke. Martov og mange andre marxister var at bolsjevikkerne i stedet for et 'proletariatets diktatur' havde skabt en ny form for borgerligt (=mindretals) diktatur. Et elitært ét-parti diktatur som sigtede imod den totale destruktion af ethvert politisk alternativ, borgerligt såvel som venstreorienteret og socialistisk. Et diktatur også over arbejderklassen, signaleret ikke mindst med undertrykkelsen af "Kronstadt-opstanden", de samtidige nedkæmpelse af strejker og frie fagforninger, og dermed undertrykkelsen af enhver form for arbejderklasse modstand og enhver mulighed for arbejderklassen i retning af venstreorienterede og socialistiske alternativer til bolsjevik-partiets diktatur.
Som Martovs biografør Israel Getzler formulerede det, så burde formålet med "partiet" i mensjevikkernes øjne være den at fungere som et "klasse parti" hvis opgave det er, "at inddrage og repræsentere de arbejdende masser og ikke bare udnytte samme for det formål at lave revolution", styret af og i længden kun til fordel for en "elite". "I realiteten, konkluderede Axelrod i sin tale til den internationale socialistkongres i Bern i 1919, "har proletariatet ikke herredømmet i det bolsjevikkiske Rusland", proletariatet er tjener og ikke herre og dets bolsjevikkiske herrer og deres pretorianske garde undertrykker og nedtramper dets rettigheder på en hidtil uset måde. Det bolsjevikkiske regime er i virkeligheden præsist det modsatte af et proletariatets diktatur".
Mensjevikkerne var imod Ruslands deltagelse i første verdenskrig, en krig de opfattede som en krig styret af ønsker om at bevare eller skabe imperier og derfor drevet af imperialistiske ønsker og interesser. Det var de eurpæiske socialister og de socialistiske partiers opgave at overbevise arbejderklassen om at de skulle nægte at delatage i en krig rettet mod deres brødre i andre lande. Skuffelsen var vderfor stor da det store tyske socialdemokrati svigtede og stemte for krigsbevillingerne. Fra da af arbejde man for en afslutning på krigen og en fjernelse af de regeringer der havde startet samme.
Det store flertal af mensjevikker var derfor også stærkt kritisk over for Kerenskij regeringens politik efter Februar revolutionen i 1917, men arbejdede på en demokratiske omstyrtelse af samme via almene valg til en ny Duma som forventeligt ville få et socialistisk og socialrevolutionært flertal. Man anså derfor bolsjevikkernes magtovertagelse i oktober 1917 som et kup vendt imod en demokratisk udvikling. Bolsjevikkerne opløste regeringen med magt og havde flertal i rådstyret (sovjetterne) og styrede fra et meget tidligt tidspunkt mod indførelse af proletariatets diktatur. I en mensjevikiks resolution fra november 1917 blev det påstået, at bolsjevikkerne kun kunne regere med "blod og jern". Ved at afskære enhver mulighed for demokrati, mente mensjevikkerne at bolsjevikkernes regeringdannelse "uafværgeligt ville føre til den værste form for diktatur, en minoritetsregering, der i tiltagende grad holdtes oppe med bajonetter til undertrykkelse af folkets frie vilje, idet man end ikke selv tror på at man kan opfylde sine egne løfter om fred, brød og frihed."
Alligevel valgte de fleste mensjevikker at blive og arbejde for en demokratisering af bolsjevikstyret der åbnede op for vedtagelse af en demokratisk konstitution, pluralisme og frie valg. Rusland var i mensjevikkernes såvel som bolsjevikkernes egne øjne for tilbagestående til at indførelse af socialisme var en mulighed. Men hvor bolsjevikkerne ønskede at fastholde regeringesmagten om nødvendigt med terror og undertrykkelse, alt imedens man ventede på en socialistisk revololution i de store eurpæiske industrilande, arebejdede mensjevikkerne for et demkratiske Rusland og en folkevalgt regering der byggede på arbejder og bønder. Mensjevikkerne accepterede bolsjevikregeringens Best-Litovsk aftale med Tyskland, hvormed Rusland trak sig ensidigt ud af krigen, modvilligt og under voldsom protester (en modvilje der også deltes langt ind i bolsjevikkernes rækker). Da man så i 1919 konfronteredes med et opmarch af "hvide" reaktionære styrker, forblev mensjevikkerne stadig fast besluttet på at kæmpe for revolutionen og en demokrtisk udvikling af samme med en erklæring der sagde at: "Uanset vores kritik af bolsjevikkernes politik og regering, og selv i lyset af de forfølgelser og den vold vi er blevet udsat for fra deres hænder, bør revolutionens fjender vide at når det gælder forsvaret for revolutionen så står vores parti skulder ved skulder med den regering. For i forsvaret for revolutionen kæmper vi ikke for den ene eller den anden regering eller politiske gruppering, men for vort eget kød og blod og for arbejdernes almene interesser", erklærede Martov således i en tale til de delegerede ved den syvende all-russiske sovjetkongres i november 1919.

## Tråde
Martov om 'Staten og den Socialistiske Revolution'  Arkiveret 23. august 2014 hos  Wayback Machine